# Волкан Бабаджан
Волкан Бабаджан (тур. Volkan Babacan, нар. 11 серпня 1988, Анталія) — турецький футболіст, воротар клубу «Істанбул ББ» і національної збірної Туреччини.

## Клубна кар'єра
Народився 11 серпня 1988 року в місті Анталія. Вихованець футбольної школи клубу «Фенербахче». Дорослу футбольну кар'єру розпочав 2006 року на умовах оренди у складі «Істанбулспора».
2007 року повернувся до «Фенербахче», проте не зміг пробитися до його основної команди, провівши у її складі протягом наступних трьох рокі лише 7 матчів у чемпіонаті.
Згодом з 2010 по 2014 рік перебував в оренді, спочатку у «Кайсеріспорі», а згодом у «Манісаспорі». Основним голкіпером став лише в останній команді, починаючи з сезону 2012/13.
До складу клубу «Істанбул ББ» приєднався 2014 року. Відтоді встиг відіграти за стамбульську команду 68 матчів в національному чемпіонаті.

## Виступи за збірні
Протягом 2005—2007 років залучався до складу молодіжної збірної Туреччини. На молодіжному рівні зіграв у 13 офіційних матчах.
2014 року дебютував в офіційних матчах у складі національної збірної Туреччини. Наразі провів у формі головної команди країни 20 матчів.

## Титули і досягнення
- Володар Суперкубка Туреччини (2):

«Фенербахче»: 2007, 2009
- Чемпіон Туреччини (1):

«Істанбул Башакшехір»: 2019-20
Збірні
- Чемпіон Європи (U-17): 2005